# Bătălia de la Câmpul Pâinii
Bătălia de la Câmpul Pâinii (în maghiară Kenyérmezei csata, în germană Schlacht auf dem Brodfeld, în turcă Ekmek Otlak Savaşı) a fost o luptă desfășurată la 13 octombrie 1479 lângă Orăștie, între armatele Transilvaniei și Regatului Ungariei pe de o parte și o forță otomană aflată sub conducerea lui Isa-bey.

## Pătrunderea otomanilor în Transilvania
După înfrângerea de la Vaslui, Mahomed al II-lea încearcă să-și consolideze influența în Țara Românească. Solii sultanului avertizau Regatul Ungar că orice ingerință la sud și est de Carpați nu va rămâne fără urmări. Transilvănenii aveau informații despre intențiile turcilor atât de la spionii sași, cât și din corespondența cu Ștefan cel Mare, domnul Moldovei, și Laiotă Basarab aflat în exil în Brașov. Principele Báthory se afla din 14 august în cetatea Sebeșului unde primea informații cu privire la pregătirile turcilor.. Expediția otomană a fost îndreptată inițial către Sibiu, dar orașul a fost evitat în ultimul moment.
Turcii au înaintat fie pe traseul Jiu, Gilort, Novaci, trecând peste Carpați pe la Obârșia Lotrului și coborând pe Valea Sebeșului, fie au trecut prin pasul Turnu Roșu după joncțiunea cu trupele domnitorului Țării Românești, Țepeluș, și au înaintat pe direcția Sibiu–Sebeș până au ajuns la Orăștie.
De aici, forțele otomane conduse de Isa-bey și Ali-bey au inițiat acțiuni de jaf spre Alba Iulia luând ca ostatici femei și copii. După trei zile, pe 11 octombrie 1479, a acționat Mihaloglu Iskender-bey în zona dintre Sebeș și Orăștie, devastând așezările săsești. Mulțumiți de pradă, otomanii au plănuit întoarcerea în ziua următoare în Țara Românească.
În aceeași zi, voievodul Transilvaniei, Ștefan Báthory, și-a adunat trupele în cetatea Alba Iulia și a cerut ajutorul lui Paul Chinezu, comitele de Timiș, și a despotului sârb Dmitar Jakšić. Urmărind turcii care s-au deplasat de la Sebeș spre Orăștie, trupele lui Bathory și-au ridicat tabăra pe marginea deluroasă ce împrejmuiește Câmpul Pâinii, numită de atunci Tăbărâște. Turcii s-au oprit la Șibot și s-au pregătit de bătălie.

## Trupele combatante
Conform documentelor, sub comanda voievodului se aflau corpul secuilor călări (16.000) comandați de Anton Kendy, sașii conduși de judele și primarul Sibiului, Georg Hecht (5-10.000), corpul de oaste al lui Paul Chinezul (10.000), nobilimea comitatensă (10.000), 900 de husari de sub comanda despotului Demeter Jakšić. și soldații în armură ai fostului domn muntean Laiotă Basarab (2.000). De asemenea, au mai participat la luptă un număr necunoscut de români din comitatele Bihor și Maramureș. Totuși, o analiză critică sugerează un număr de 25-30.000 de luptători în oastea creștină.
Pe lângă cei trei bey implicați în jafuri, armata otomană mai avea pe Malcogioglu și câteva pașale. Presat de sultan, pe de-o parte, și de lipsa unui răspuns din partea lui Ștefan Báthory la solicitarea de sprijin, pe de altă parte, s-a alăturat și Basarab al IV-lea cel Tânăr (Țepeluș) cu 2000 de oșteni care dorea să recupereze Țara Făgărașului și să-i elimine pe cei doi pretendenți la tronul Țării Românești, Laiotă Basarab și Udriște. O evaluare obiectivă arată că partea turcă avea 15.000 de combatanți la care se adăugau cei 2.000 de oșteni munteni. Turcii au adus cu ei tunuri dovedind că erau pregătiți pentru orice tip de luptă.

## Desfășurarea luptei

Harta bătăliei

Pe prima linie a frontului creștin se aflau în dreapta, lângă râul Mureș, sașii comandați de Georg  Hecht și cavaleria ușoară în frunte cu Demeter Jakšić. În centru era așezată cavalerie transilvăneană sub comanda personală a voivodului Ștefan Báthory, iar în stânga Paul Chinezul cu cavaleria grea regală și secuii sub comanda lui Anton Kendy. Pe  flancul  stâng al celei de-a doua linii, în spatele secuilor, se aflau trupe regatului Ungariei, iar pe flancul drept, în spatele sașilor, se găsea un grup de circa 2.000 de munteni sub comanda lui Laiotă Basarab. De cealaltă parte, în centru, se afla pedestrimea munteană condusă de Basarab al IV-lea cel Tânăr (Țepeluș), în spatele cărora se afla liderul otoman, Isa-bey cu cavaleria grea. Pe flancuri au fost așezate trupele conduse de Bali-bey în dreapta și Ali-bey în stanga.
Lupta a fost declanșată de trupele sășești, ale căror comunități au avut cel mai mult de suferit în urma raidurilor otomane, urmate de muntenii aflați în exil care au atacat flancul drept al otomanilor. A urmat atacul în centru, cu cavaleria condusă de voievodul transilvănean, al cărui efect imediat a fost distrugerea unităților muntene și înaintarea până la cea de-a doua linie, unde se afla și liderul otoman. Intervenția rezervelor lui Bali-bey din dreapta a creat o superioritate otomană în centru, trupele lui Báthory fiind în pericol de încercuire. Din fericire însă pentru creștini, liderul otoman, Isa-bey, este ucis în luptă iar situația se mai echilibrează oarecum. De pe partea stângă se aștepta atacul decisiv al lui Ali-bey, însă acesta refuză să intervină. Va motiva ulterior că a încercat o retragere strategică pentru a scoate flancul stâng maghiar de pe câmpul de luptă, însă cronicarii prezenți la bătălie relatează că otomanii, obosiți și derutați de moartea lui Isa-bey, nu au avut curajul să atace trupele regale dotate cu armuri grele complete.
„Dar, când Ali-bei a văzut că alaiul necredinciosului și răufăcătorului Pavel cneazul este asemenea unui munte ... și că acângii obosiți și neorânduiți nu sunt în stare  să se ciocnească cu ei, nu s-a luptat cu dușmanul său, pentru a se măsura cu el, ci, făcând ca și când și-ar fi dat mâna, s-a retras de pe câmpul de bătălie și e plecat [...]. După retragerea și plecarea lui Ali-bei, împreună cu alaiul său și după ce banul Bedruș a isprăvit cu Isa-bei, cneazul Pavel și oastea transilvăneană au împresurat alaiul lui Bali-bey.”— Semseddin
Retragerea lui Ali-bei i-a permis lui Paul Chinezul, în fruntea aripii stângi, să intre în luptă atacând din lateral și din spate turcii care-l înconjuraseră pe Báthory. Turcii rezistă eroic într-o agonie de câteva ore după care Bali-bey, ajuns la comanda armatei otomane, renunță la prăzi și ordonă retragerea spre munți. 
În amintirea victoriei împotriva turcilor, la dispoziția regelui Matia Corvin a fost ridicată o capelă pe locul unde au fost înhumați eroii transilvăneni. Ajungând o ruină, în 1780 a fost demolată. Pe locul fostei capele a fost ridicat în 1818 un monument de piatră având inscripția „Locul cladis Stephani Bathori et Pauli Kinisi turcis datae”. Monumentul a fost distrus în timpul Revoluției de la 1848 din Transilvania. Actualul monument (cod AB-III-m-B-00420) este ridicat în 1929 prin grija istoricului Nicolae Iorga.